# ليندسي بوث
ليندسي بوث (بالإنجليزية: Lindsay Booth)‏ هو شخصية أعمال أسترالي، ولد في 30 أغسطس 1918، وتوفي في 27 مارس 1999.